# Distretto di Khordha
Il distretto di Khordha è un distretto dell'Orissa, in India, di 1 874 405 abitanti. Il suo capoluogo è Bhubaneswar.